# Manuel Usher
Manuel Félix Usher Silva (Montevideo, 23 settembre 1932 – 27 marzo 2020) è stato un cestista e allenatore di pallacanestro uruguaiano.

## Carriera
Con l'Uruguay disputò due edizioni dei Campionati del mondo (1954, 1959) e i Campionati sudamericani del 1955.